# Alfred Ackermann
Alfred Ackermann (* 2. April 1907 in Entlebuch; † 12. Dezember 1997 in Luzern, heimatberechtigt in Entlebuch) war ein Schweizer Politiker (FDP) und Unternehmer.

## Biografie
Alfred Ackermann, Mitglied der römisch-katholischen Kirche, wurde am 2. April 1907 als Sohn des Alfred Ackermann senior (1859–1925) in Entlebuch geboren. Nach dem Besuch der Realschule in Sarnen legte er das Handelsdiplom an der Kantonsschule Luzern ab. Im Anschluss liess er sich im Ausland beruflich ausbilden. Als gelernter Kaufmann im Tuchhandel leitete Ackermann von 1925 bis 1971 das väterliche Tuchversandgeschäft Gebrüder Ackermann AG in Entlebuch.
Ackermann, der 1938 von seinem Onkel Isidor adoptiert wurde, vermählte sich 1931 mit Anny, der Tochter des Arztes Josef Fischer. Er starb am 12. Dezember 1997 im 91. Lebensjahr in Luzern.

## Politische Laufbahn
Ackermann war Mitglied der FDP und von 1939 bis 1960 im Luzerner Grossrat vertreten. Darüber hinaus sass er von 1953 bis 1970 im Nationalrat. Auf gemeindepolitischer Ebene amtierte er von 1963 bis 1971 als Gemeindepräsident von Entlebuch. Als Vertreter des Luzerner Berggebiets setzte er sich politisch unter anderem für die Bergbauern ein. Mit der Gründung der ersten Musikschule der Luzerner Landschaft bemühte er sich auch um die kulturelle Entwicklung des Entlebuchs.
1982 wurde er Ehrenbürger von Entlebuch.